# A budavári evangélikus templom orgonája
A budavári evangélikus templom orgonája hárommanuálos, pedálos, 26 regiszteres orgona, Magyarország legnagyobb barokk stílusú historikus orgonája. A hangszert 2017 júniusában adták át. A Pécsi Orgonaépítő Manufaktúra Kft. építette.

## A templom
A Budavári evangélikus templom Budapest I. kerületében, a Bécsi kapu térnél található. A templom 1895-ben épült, s Buda legrégebbi evangélikus temploma. Az épület neobarokk felé hajló eklektikus stílusban épült. Homlokzata jellegzetesen barokkos stílusú.

## Építése
Az Egyházközség 2017 januárjában búcsúzott el a templom régi Peskó-orgonájától. A hangszert a templom egykori orgonistája, Peskó Zoltán tervezte, majd építtetését fia, Peskó György fejezte be. Az orgona búcsúztatásán, 2017. január 8-án Kovács Róbert és Bán István orgonisták adtak koncertet tisztelegve a tervezők és a templomot fél évszázadon át szolgáló orgona előtt. Lebontása és felújítása után az Angyalföldi Evangélikus templomban talált új otthonra a hangszer. A helyére kerülő orgona munkálatai hosszas szakmai előkészületek után 2017 januárjában kezdődtek meg, majd a 2017 tavaszán a Pécsi Orgonaépítő Manufaktúra Kft. kivitelezésében épült fel az új hangszer. A szentelő ünnepségre 2017. június 18-án került sor. A hangszert Dr. Fabiny Tamás püspök szentelte fel.

## Az orgona
Az új orgona Bán István, a templom jelenlegi orgonistájának, valamint Dr. Kormos Gyula és Homolya Dávid orgonaszakértők tervei alapján, a Reformáció Emlékbizottság jóvoltából készülhetett el. A hangszer Magyarország legnagyobb barokk stílusú historikus orgonája, melyet J.S. Bach fennmaradt orgonaleírásai ihlettek. A tervek kialakítása során Gottfried Silbermann késői munkái szolgáltak mintául. A hangszer a „Budapesti Bach-orgona” nevet kapta.

## Érdekességek

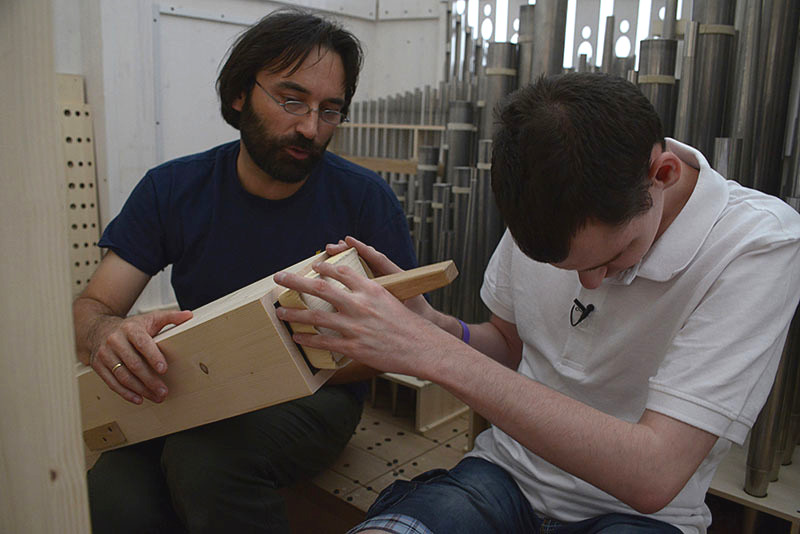
Neked munka, nekem álom program, 2017

A Salva Vita Alapítvány évek óta megrendezi a Neked munka, nekem álom elnevezésű programot, amely keretében fogyatékkal elő emberek számára teszik lehetővé, hogy egy nap erejéig kipróbálhassák álmaik munkáját. A 2017-es évben egy látássérült fiú, Kocsis Mihály is részt vett a programban, aki mindig is orgonaépítő szeretett volna lenni. A program keretében Misi a Pécsi Orgonaépítőkhöz csatlakozott, s a Budavári evangélikus templomban éppen épülő új orgona munkálataiba nyerhetett betekintést. Budavári Attila orgonaépítő mester és Bán István orgonaművész, a templom orgonistája vezették körbe őt a templomban és az orgona belsejében is.

## Diszpozíció[6]
| Pedal C-f'           | Brustwerk C-g"'   | Hauptwerk C-g"'       | Oberwerk C-g"'    |
| -------------------- | ----------------- | --------------------- | ----------------- |
| 1. Principalbass 16' | 6. Gedackt 8'     | 15. Bordun 16'        | Bordun 16'        |
| 2. Subbass 16'       | 7. Quintadena 8'  | 16. Principal 8'      |                   |
| 3. Octavbass 8'      | 8. Octava 4'      | 17. Viola da Gamba 8' | Viola da Gamba 8' |
| 4. Posaunenbass 16'  | 9. Rohrflöte 4'   | 18. Rohrgedackt 8'    | Rohrgedackt 8'    |
| 5. Trompete 8'       | 10. Nasat 3'      | 19. Principal 4'      | Principal 4'      |
|                      | 11. Octava 2'     | 20. Spitzflöte 4'     | Spitzflöte 4'     |
|                      | 12. Tertia 1 3/5' | 21. Quinte 3'         | Quinte 3'         |
|                      | Quinte 1 1/3'     | 22. Superoctava 2'    | Superoctava 2'    |
|                      | 13. Mixtura III   | 23. Cornet ab c' III  | Cornet ab C III   |
|                      | 14. Chalumeau 8'  | 24. Mixtura IV        | 26. Vox humana 8' |
|                      |                   | 25. Trompete 8'       |                   |

HW/BW, HW/OW - csúszókopulák
HW/OW váltócsúszkán, Ped/HW, Ped/OW, Tremulant
Hangolás Neidhardt után, 415 Hz
415/440 Hz transzponálhatóság (BW, Ped, Ped-Kop.)